# 阿勒瓦尔
阿勒瓦尔（法語：Allevard，法語發音：[alvaʁ]）是法国伊泽尔省的一个市镇，位于该省东北部，属于格勒诺布尔区。

## 地理
阿勒瓦尔（45°23'37"N, 6°4'27"E）面积25.63 平方千米，位于法国奥弗涅-罗讷-阿尔卑斯大区伊泽尔省，该省份为法国东南部内陆省份，北起顺时针与安省、萨瓦省、上阿尔卑斯省、德龙省、阿尔代什省、卢瓦尔省和罗讷省。
与阿勒瓦尔接壤的市镇（或旧市镇、城区）包括：拉沙佩勒迪巴尔、圣马克西曼、克雷昂贝勒多讷、圣阿尔邦德维拉尔、圣艾蒂安德屈讷、勒穆塔雷、蓬沙拉、上布雷达。

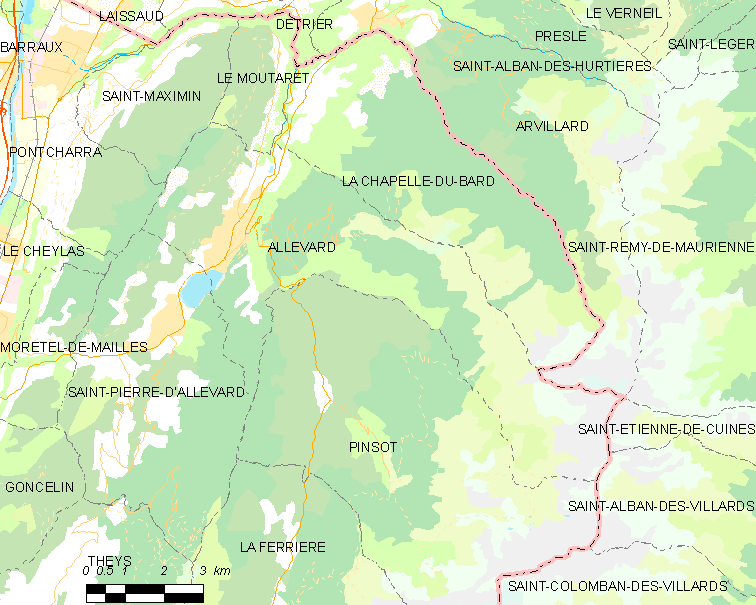
阿勒瓦尔的OSM定位图

阿勒瓦尔的时区为UTC+01:00、UTC+02:00（夏令时）。

## 行政
阿勒瓦尔的邮政编码为38580，INSEE市镇编码为38006。

## 政治
阿勒瓦尔所属的省级选区为上格雷西沃当县。

## 人口

1962-2008年间阿勒瓦尔人口变化图示

阿勒瓦尔于2022年1月1日时的人口数量为3962人。